# Helmut Skowronek
Helmut Skowronek (* 31. Oktober 1931 in Breslau, Niederschlesien; † 26. Juli 2019 in Bielefeld) war ein deutscher Psychologe und ehemaliger Rektor der Universität Bielefeld.

## Leben und Wirken
Helmut Skowronek musste nach Kriegsende Breslau verlassen. Nach dem Abitur in Stadthagen begann er 1952 ein Psychologiestudium an der Georg-August Universität in Göttingen, das er 1957 mit dem Diplom abschloss. Von 1958 bis 1960 war Skowronek als Wissenschaftlicher Assistent an der Hochschule in Vechta tätig. Zurück in Göttingen promovierte er 1967 mit dem Thema Kognitive Strukturen und kognitive Prozesse im Fach Pädagogische Psychologie. 1970 wechselte Helmut Skowronek als Professor und wissenschaftlicher Rat an die Universität Hamburg. Im September 1971 nahm er einen Ruf an die erst 1969 gegründete Universität Bielefeld an. Dort war er von 1971 bis 1973 Gründungsdekan der Fakultät für Pädagogik, Psychologie und Philosophie.  Von 1983 bis 1989 war Helmut Skowronek Prorektor für Lehre und studentische Angelegenheiten, von 1992 bis 1996 Rektor der Universität Bielefeld.
Als Osteuropa-Beauftragter der Universität Bielefeld engagierte sich Helmut Skowronek auch nach seiner Emeritierung im Jahr 1996 in großem Ausmaß für eine intensivere Zusammenarbeit mit osteuropäischen Hochschulen. 
Helmut Skowronek war Vorsitzender der deutsch-israelischen Gesellschaft in Bielefeld. Zusammen mit Gerd Mannhaupt, Harald Marx, Heiner Jansen und anderen entwickelte er Das Bielefelder Screening zur Früherkennung von Lese-Rechtschreibschwierigkeiten (BISC). Er ist Ehrenmitglied des Gesamteuropäischen Studienwerkes (GESW) in Vlotho.

## Auszeichnungen
- 1998: Offizierskreuz des Verdienstordens der Republik Polen